# Dell Hymes
Dell Hathaway Hymes (Portland, 7 de juny de 1927 - Charlottesville, Virginia, 13 de novembre, 2009) —també conegut com a Dell H. Hymes o Dell Hymes—, fou un lingüista i sociòleg que també va realitzar recerca antropològica amb ètnies del Pacífic. Va impartir classes a la Universitat de Berkeley i a Harvard. Influït per Edward Sapir, va estudiar la relació entre pensament i llenguatge i com l'entorn modifica la manera de parlar i, per tant, de percebre la realitat.

## Vida i educació
Va estudiar al Reed College amb David H. French on es va graduar el 1950 després de fer el servei militar a Corea. A l'exercit dels Estats Units va fer tasques de desxifrador i això el va influir per fer-se lingüista. Va obtenir el títol de doctor el 1955 a la Universitat d'Indiana i després va obtenir una plaça a la Universitat Harvard.
En la seva joventut, Hymes ja tenia una bona reputació com a lingüista. En només un any va fer una gramàtica de la llengua Kathlamet, que es parla a prop de la desembocadura del riu Columbia que era coneguda per les obres de Franz Boas de finals del segle xix. Hymes va estar cinc anys a Harvard i el 1960 va marxar a la Universitat de California, Berkeley, on també va estar-hi cinc anys després va canviar al Departament d'Antropologia de la Universitat de Pennsilvaniana el 1965. El 1972 va entrar al Departament de Folklore i va ser degà dels Estudis d'Educació el 1975.
El 1982 va ser el president de la Societat Lingüistica d'Amèrica, de l'Associació d'Antropologia Americana el 1983 i de la Societat de Folklore Americana, fou l'última persona que va ostentar els tres càrrecs. A Pennsilvània va ser un dels fundadors de la revista Language in Society («llengua en societat«). Després, Hymes, va formar part dels Departaments d'Antropologia i anglès a la Universitat de Virgínia, on va ser catedràtic Commonwealth Professor d'Antropologia i Anglès i va ser professor emèrit de la facultat.
Virginia Hymes, vídua de Dell, també és sociolingüista i folklorista.

## Influències
Hymes va tenir influències de molts lingüistes, antropòlegs i sociòlegs predecessors, fonamentalment Franz Boas, Edward Sapir i Harry Hoijer de la tradició americanista i Roman Jakobson de l'Escola de Praga.
La carrera de Hymes es pot dividir en dues etapes, una primera on adapta el funcionalisme de l'Escola de Praga a la Lingüística Antropològica Americana i realitza l'estudi pioner de la relació entre el llenguatge i el context social. Amb John Gurmperz, Erving Goffman i William Labov, Hymes defineix una àmplia preocupació multidisciplinària del llenguatge en societat.
Els treballs posteriors se centren en poètica, concretament en l'organització poètica de la narrativa oral dels nadius americans. Amb Dennis Tedlock defineixen l'etnopoètica com un camp d'estudi dins l'antropologia lingüística i folklorica.
Hymes considerava el crític literari Kenneth Burke com la seva més gran influència perquè creia que hi ha una connexió crítica entre el llenguatge i les diferents maneres de pensar i afirmava “El sentit d'allò que faig probablement es deu més a Kenneth Burke que a cap altra persona”, Hymes va estudiar amb Burke a la dècada de 1950. L'obra de Burke era diversa teòricament i temàticament, però la idea que va influir més en Hymes és l'aplicació del criticisme retòric a la poesia.
Hymes va incloure moltes figures literàries i crítiques entre les seves influències com Robert Alter, C.S Lewis, A.L. Kroeber o Claude Lévi-Strauss.

## Rellevància de la seva obra
Hymes va ser un dels primers sociolingüistes i va ajudar a establir per primer cop la relació entre la parla, les relacions humanes i el coneixement envers el món. Es va interessar particularment en la forma en què els patrons lingüístics fan emmotllen patrons de pensament diferents.
Noam Chomsky distingia entre la competència (coneixement de les regles gramaticals necessàries per a la descodificació i la producció de llengua) i l'actuació (ús del llenguatge real en el context), i Hymes li va formular una resposta en què s'oposava a la marginació de l'actuació i va proposar la idea de competència comunicativa (coneixements necessaris per realitzar el llenguatge en el context social) com un objecte de la investigació lingüística. Atès que l'ús del llenguatge apropiat es defineix convencionalment, i varia en les diferents comunitats, gran part dels primers treballs de Hymes emmarquen un projecte d'investigació etnogràfica en contrast als patrons d'ús de la llengua en les comunitats de parla, aquest enfocament el denomina “etnografia de la parla”.
Hymes proposa l'etnopoètica com un mètode antropològic per transcriure i analitzar el folklore i la narrativa oral que hi ha en les estructures poètiques dins de la parla. Quan llegeix les transcripcions dels mites indígenes, registrades normalment per antropòlegs anteriors, Hymes va veure qu hi havia estructures típicament poètiques en el vocabulari i en l'estructuració del relat. Els patrons lèxiccs i el seu ús obeïen a unes formes artístiques pautades.
L'objectiu de Hymes és entendre l'art i “la competència.. que hi ha darrere i configura aquestes narratives”. Va crear el model de parla Dell Hymes i el terme competència comunicativa dins l'ensenyament del llenguatge.
Creu que entendre les narratives conduirà a un millor coneixement del llenguatge mateix i dels camps que configuren la narració oral, i on hi inclou l'etnopoètica, la sociolingüística, la psicolingüistica, la retòrica, la semiòtica, la pragmàtica, la narratologia i la crítica literària.
Hymes creu que el folklore i la narrativa són una part vital de la lingüística, l'antropologia i la literatura i creu que molt pocs acadèmics inclouen el folklore en llengua original en les seves anàlisis.

## La competència comunicativa
La seva aportació més rellevant és el concepte de competència comunicativa, que implica dominar molt més que el codi lingüístic per poder-se comunicar en un idioma. Aquest concepte va fonamentar l'enfocament comunicatiu en didàctica de la llengua, fugint d'un ensenyament merament gramatical o filològic per centrar-se en l'ús real de la llengua.
Per recordar els diferents components de la competència comunicativa, va crear un acrònim amb Speaking (parlar), ja que la parla és la facultat primera que s'exercita en un idioma i la més freqüent:
- S = Setting. Es refereix al context que envolta la comunicació i que la condiciona, descrit en termes d'espai i temps i connotació psicològica de la situació creada
- P = Participants.
- E = Ends. El propòsit o intenció de l'acte comunicació fa escollir una modalitat i un registre concret
- A = Acts. Són les dades lingüístiques que envolten la parla, com per exemple el que s'ha dit prèviament. Afecta a l'ordre d'exposició i al fet d'incloure els receptors o no
- K = Key. El to del discurs, la comunicació no verbal i tot allò que reflecteixi l'actitud del parlant modifica el seu discurs
- I = Instrumentalities. Es refereix al codi i al canal emprats, incloent la varietat de llengua triada
- N = Norms. Són les convencions socials que regeixen en el setting.
- G = Genre. Hi ha gèneres discursius que actuen com a patró per a l'enunciació

Aquest model ha estat adaptat a la llengua catalana com a model PARLANTT: parlants, seqüència dels actes, raons, localització, agents o instruments, normes d'interacció i interpretació, to i tipus de discurs.